# Jurupa Oak

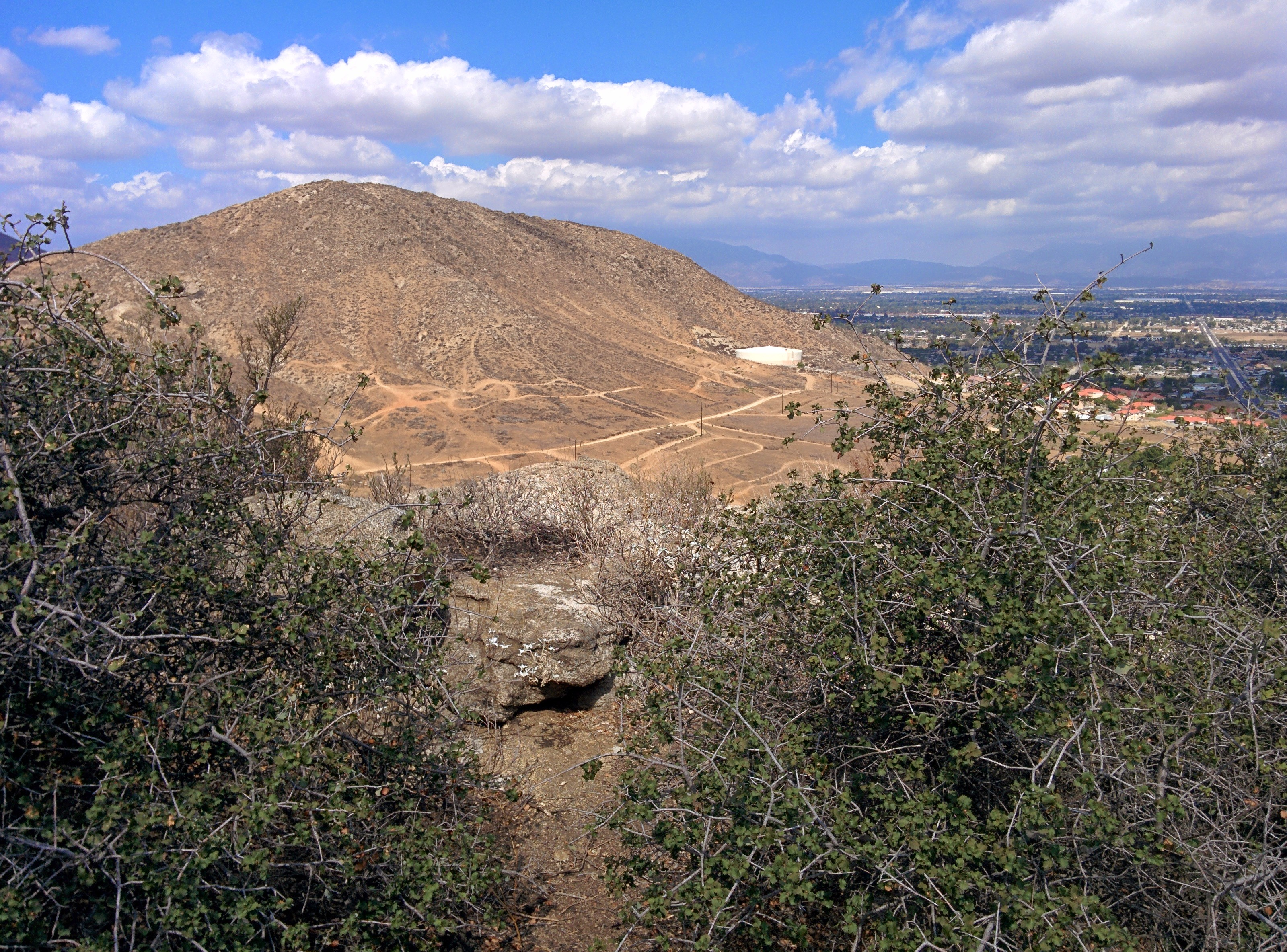
palmeiras Jurupa Oak, California

O Jurupa Oak (Carvalho Jurupa) é uma colônia clonal de árvores de Quercus palmeri (carvalho de Palmer) nas montanhas Jurupa em Crestmore Heights, Condado de Riverside, Califórnia. A colônia sobreviveu cerca de 13.000 anos através da reprodução clonal, tornando-a uma das árvores vivas mais antigas do mundo. O carvalho foi descoberto pelo botânico Mitch Provance na década de 1990 e, na época, ele o reconheceu como disjuntivo para as espécies e provavelmente como uma posição clonal “antiga”. 
A colônia cresce apenas após incêndios, quando seus galhos queimados brotam novos brotos. É a única de suas espécies na área circundante, que é um clima muito mais seco e altitude mais baixa do que aquela em que os carvalhos de Palmer normalmente crescem. O carvalho possui cerca de 70 cachos de hastes em um matagal que mede 25x8 metros de área e um metro de altura.
A colônia está localizado a uma altitude de aproximadamente 1 312 pés (400 m)     em uma encosta norte relativamente íngreme.